# Melocactus intortus
Espèce
Synonymes
- Cactus antonii Britton[1]
- Cactus communis (W.T.Aiton) Steud.[1]
- Cactus intortus Mill.[1] [2]
- Cactus melocactus Aiton[2]
- Echinocactus intortus (Mill.) DC.[1]
- Melocactus amoenus Hoffmanns.[1]
- Melocactus communis (Aiton) Link & Otto[1] [2]

Statut de conservation UICN

 LC  : Préoccupation mineure
Statut CITES
Melocactus intortus, aussi appelée cactus tête à l'anglais ou encore siège de belle-mère, est une espèce végétale appartenant au genre des Melocactus. Originaire des Caraïbes, c'est une espèce encore abondante localement, mais la dégradation de son habitat naturel provoque le déclin des populations et justifie des mesures de protection.

## Description
Comme tous les autres Melocactus, cette plante doit son nom à sa forme particulière, rappelant celle d'un melon. Une fois arrivé à l'âge adulte, approximativement à l'âge de quinze ans, ce cactus développe un cephalium qui grandit à une vitesse comprise entre cinq et dix millimètres par an. On estime qu'un individu peut vivre jusqu'à trois cents ans.

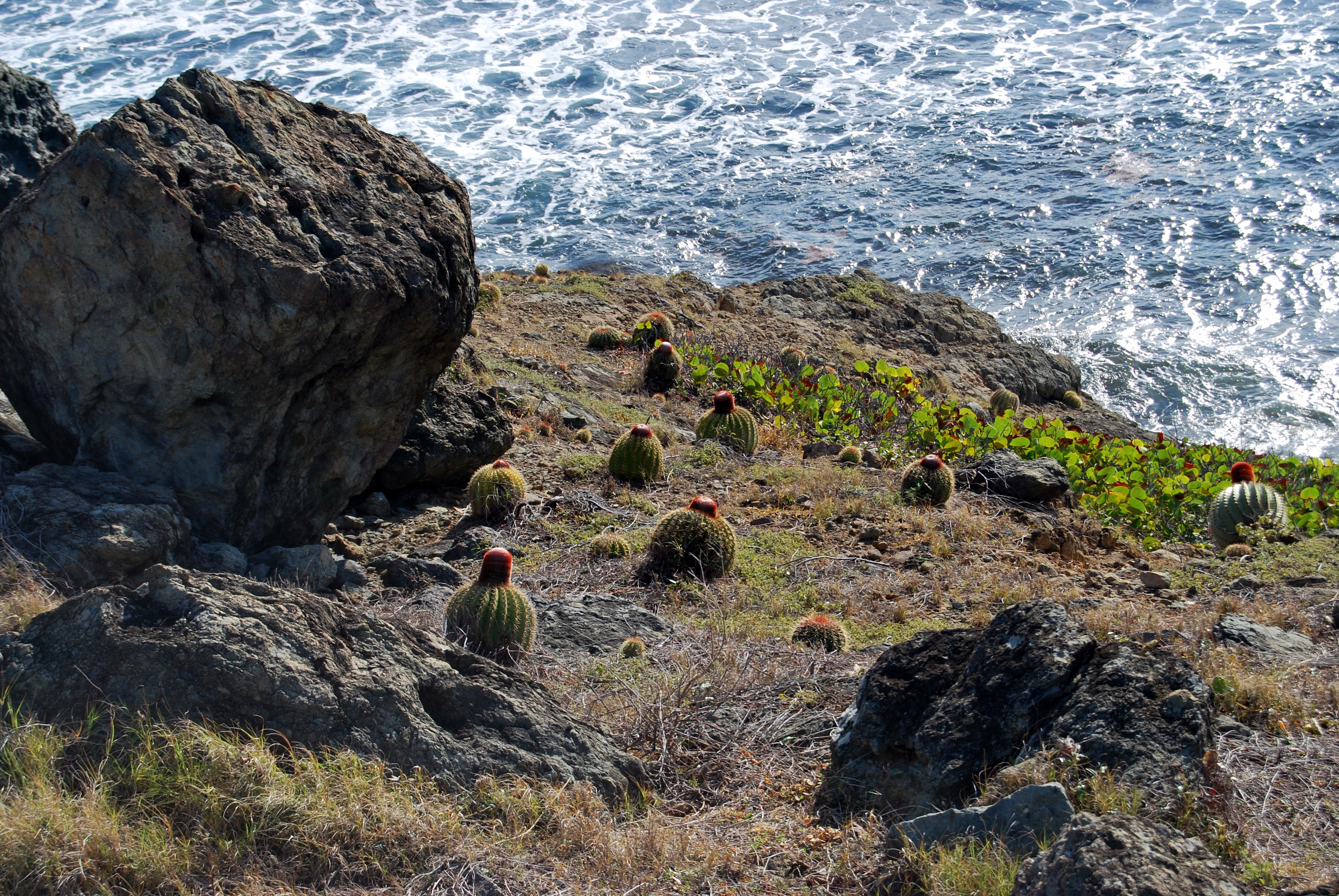
Environnement naturel, sur l'île de Saint-Martin (Antilles françaises)
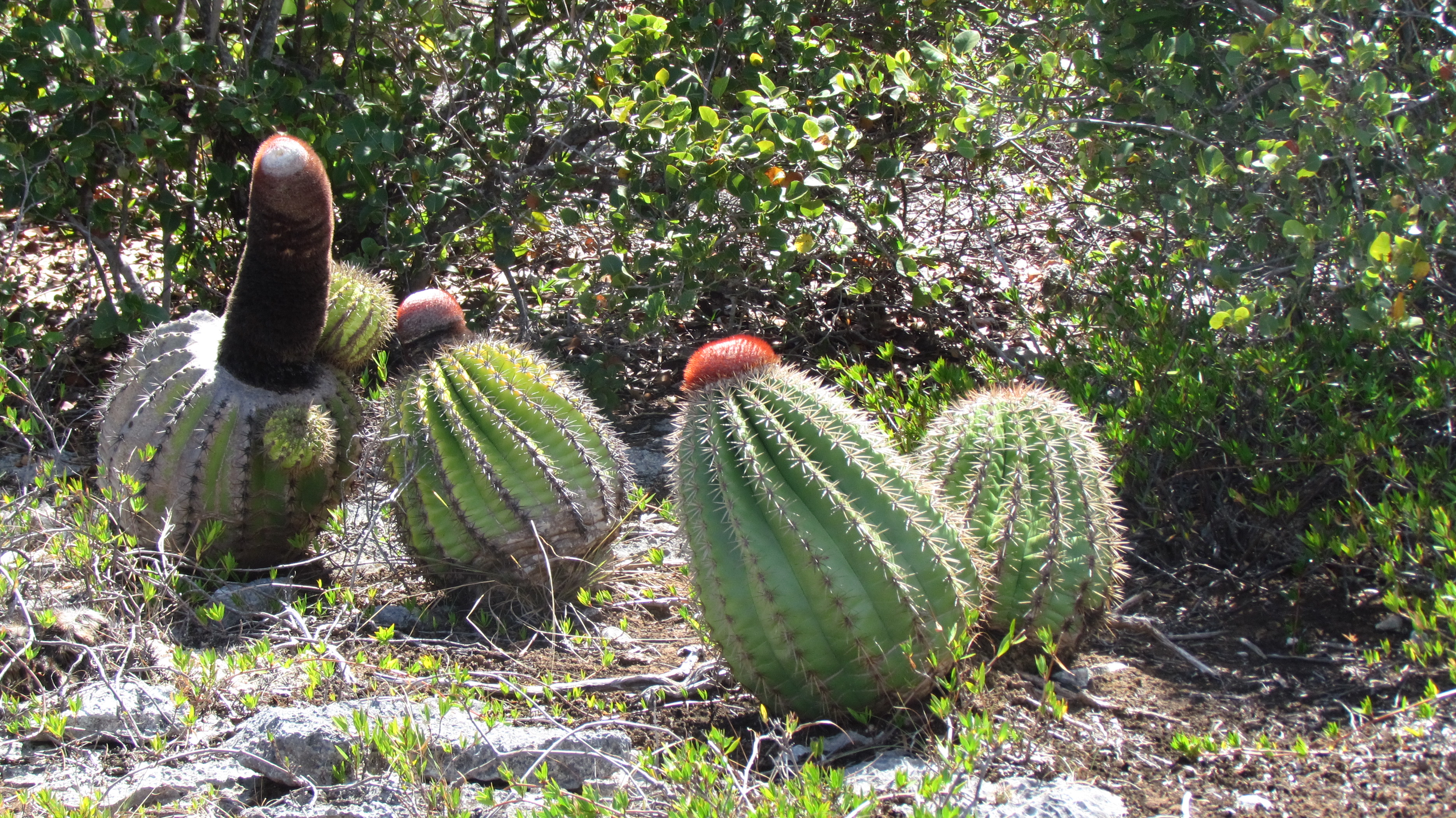
Groupe sur l'île d'Antigua (Antigua-et-Barbuda)
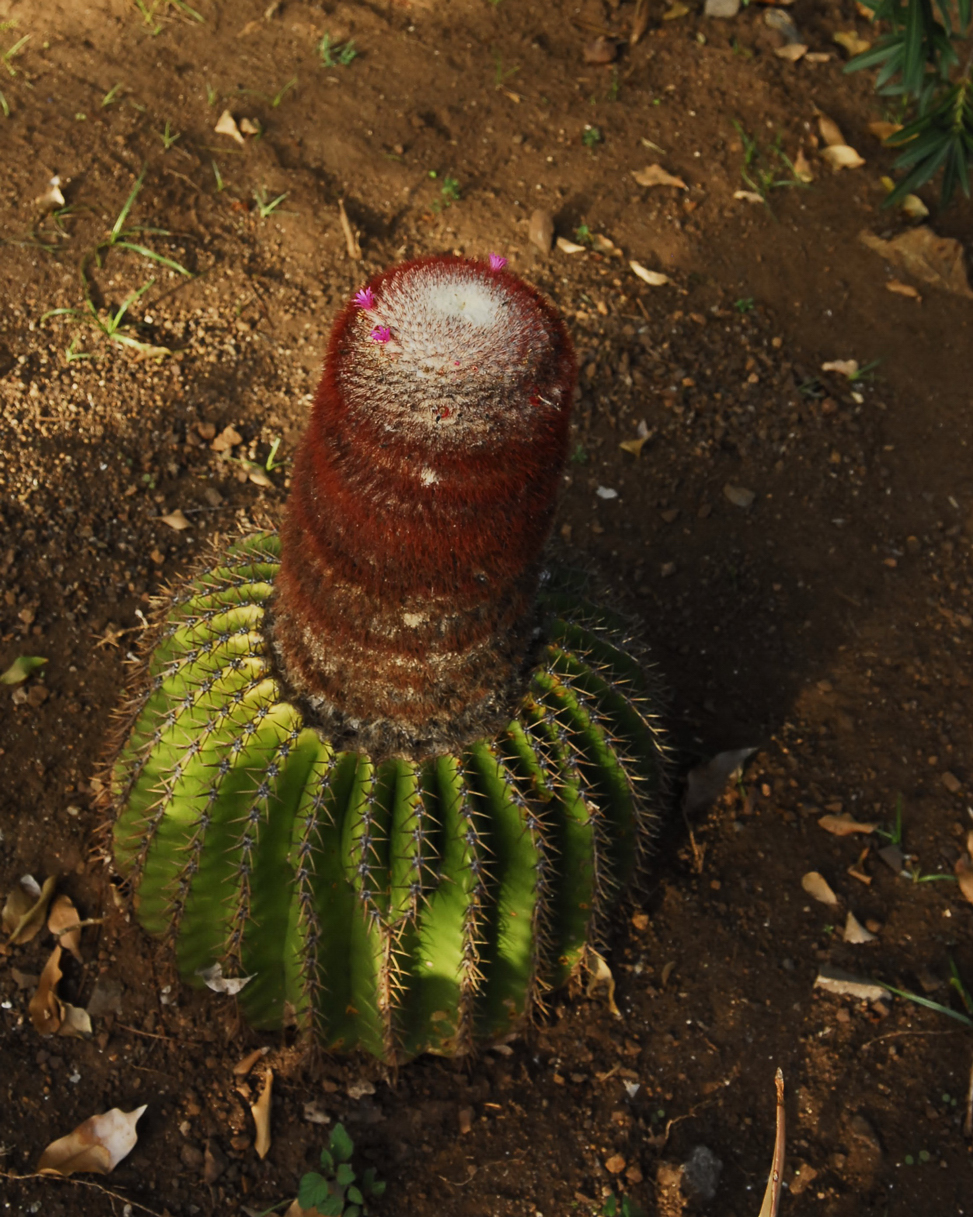
Individu en fleurs, sur l'île de La Désirade (Guadeloupe)
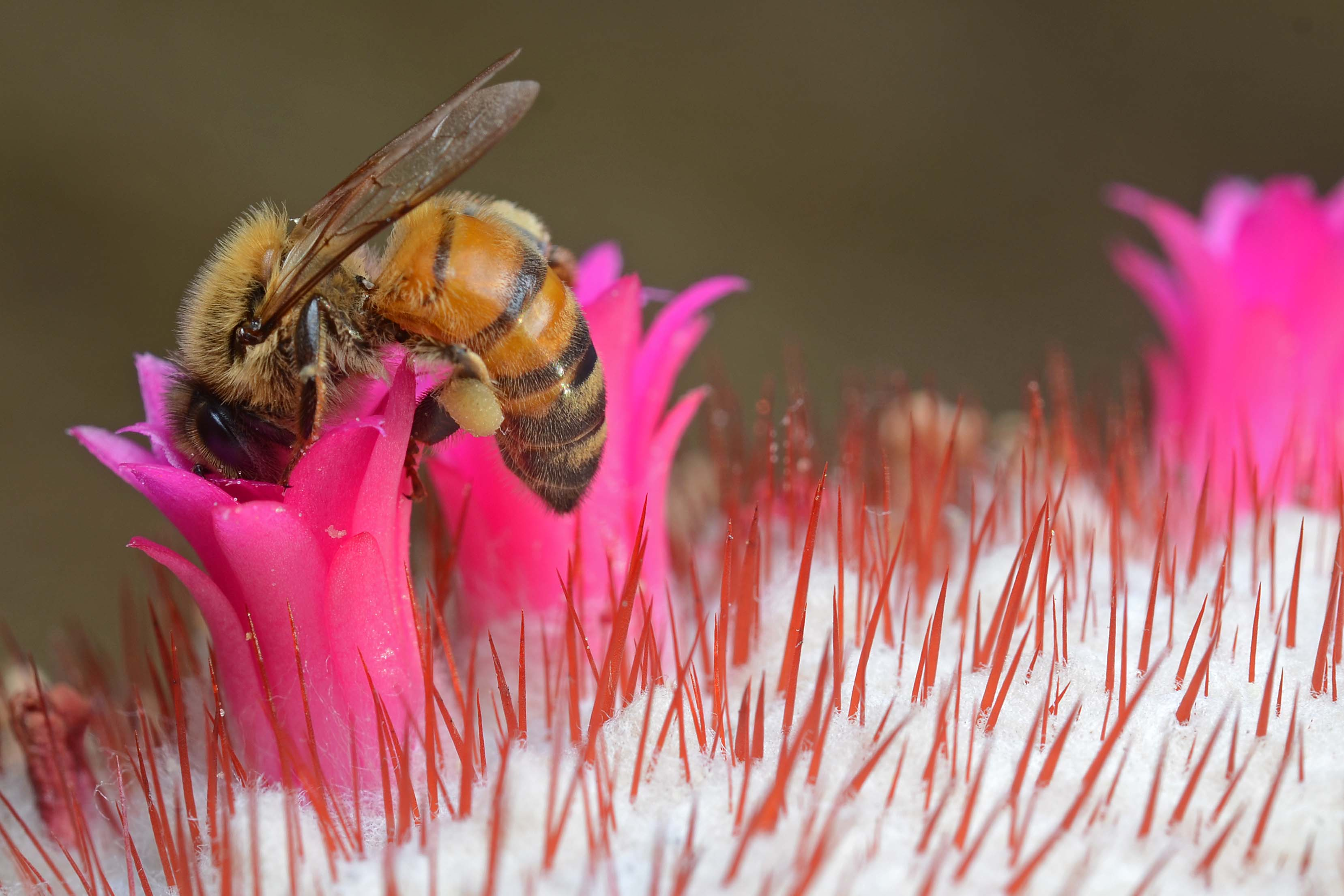
Détail de l'inflorescence

## Écologie
La sous-espèce Melocactus intortus subsp. intortus est endémique des petites îles des Antilles comme la Désirade, les îles des Saintes ou encore celles de Saint-Barthélemy et de Saint-Martin.
La sous-espèce Melocactus intortus subsp. domingensis est endémique d’Hispaniola (Haïti et République dominicaine).
Cette espèce, et plus généralement l'ensemble des Melocactus, est en déclin. Elle est en effet fréquemment consommée par le bétail à la recherche d'eau durant les périodes de sécheresses et est, en outre, victime d'arrachages sauvages.

## Classification
Cette espèce a d'abord été décrite en 1768 par le botaniste d'origine écossaise Philip Miller (1691-1771), sous le basionyme de Cactus intortus Mill., puis recombinée en 1919 dans le genre Melocactus par le spécialiste allemand de la flore des Antilles Ignaz Urban (1848-1931). L'épithète spécifique intortus signifie « tordu ».

### Liste des sous-espèces
Selon Catalogue of Life (12 septembre 2017) :
- sous-espèce Melocactus intortus subsp. domingensis
- sous-espèce Melocactus intortus subsp. intortus

## Statut de protection
Son commerce est règlementé par la Convention sur le commerce international des espèces de faune et de flore sauvages menacées d'extinction et elle figure depuis 2013 dans la liste rouge de l'Union internationale pour la conservation de la nature, au niveau de préoccupation mineur,. Elle fait aussi l'objet d'initiatives locales visant sa préservation et sa réintroduction.

## Aspects culturels
Le Melocactus intortus est connu sous les noms vernaculaires de « tête à l'anglais » et de « siège de belle-mère ».
Les îles Turques et Caïques doivent leur nom à ce cactus, dont le céphalium rouge ressemble au fez porté par les hommes turcs dans l'Empire ottoman. Une version stylisée du cactus apparaît en bonne place sur les armoiries des îles Turques et Caïques.